# Жизнь порядочного человека
«Жизнь порядочного человека» — французский кинофильм с Луи де Фюнесом и Мишелем Симоном в двойной роли.

## Сюжет
Альбер (Мишель Симон) и Ален (Мишель Симон) — братья-близнецы. Первый — индустриальный магнат, богатый респектабельный человек, но очень несчастный в семейной жизни. Второй небогат и холост. Альбер тяготится своей семейной жизнью, ненавидит свою немолодую жену и скучные ужины в кругу семьи. Его недовольство проявляется в раздражительности, от которой страдают его домашние. Ален же, напротив, жизнерадостен и не обременён ни семьёй, ни работой. Он живёт в бедной комнатке и ужинает в дешёвых забегаловках. Когда ему приходится совсем туго, он отправляется к брату, чтобы попросить у него немного денег. Прежде чем достать из кошелька несколько купюр, Альбер читает ему нотацию о недопустимости такого образа жизни, а сам в душе завидует ему и мечтает стать таким же свободным и беспечным.
Однажды, зайдя к брату по делу, Альбер застаёт его в плохом состоянии. Во время разговора Ален внезапно умирает. В голове Альбера тут же возникает план. Он составляет завещание, в котором поручает руководство своими делами Алену, меняется с ним одеждой и выдаёт себя за него. Теперь он может проводить в своём кабинете только необходимое для работы время, а вечером отправляется окунуться в ночную жизнь. Это меняет его характер, он становится таким же независимым и жизнерадостным, каким был его брат. И его чопорная жена тоже преображается и начинает флиртовать с ним…

## В ролях
- Мишель Симон — Ален и Альбер
- Луи де Фюнес — Эмиль, камердинер Альбера
- Клод Жансак — служанка
- Лана Маркони — проститутка по прозвищу «Графиня»